# Deltacoronavirus
Els Deltacoronavirus (Delta-CoV), també coneguts com a coronavirus del grup 4, són un dels quatre gèneres (Alpha-, Beta-, Gamma- i Deltacoronavirus) de la subfamília Ortocoronavirinae (coronavirus) de la família Coronaviridae. Són virus amb envolta pertanyents a la classe IV de la classificació de Baltimore (virus d'ARN monocatenari de sentit positiu). Són d'origen zoonòtic i infecten tant animals com humans.
Mentre que els gèneres Alpha- i Beta- deriven del patrimoni genètic dels ratpenats, els gèneres Gamma- i Delta- deriven dels patrimonis genètics aviars i porcins.

## Classificació
- Ordre Nidovirales
  - Família Coronaviridae
    - Subfamília Orthocoronavirinae (coronavirus)
      - Gènere Deltacoronavirus; espècie tipus: Bulbul coronavirus HKU11
        - Subgènere Andecovirus, inclou Wigeon coronavirus HKU20[4]
        - Subgènere Buldecovirus, inclou Bulbul coronavirus HKU11, Coronavirus HKU15, Munia coronavirus HKU16, White-eye coronavirus HKU16[4]
        - Subgènere Herdecovirus, inclou Night heron coronavirus HKU19[4]
        - Subgènere Moordecovirus, inclou Common moorhen coronavirus HKU21[4]